# Stefan Morawski

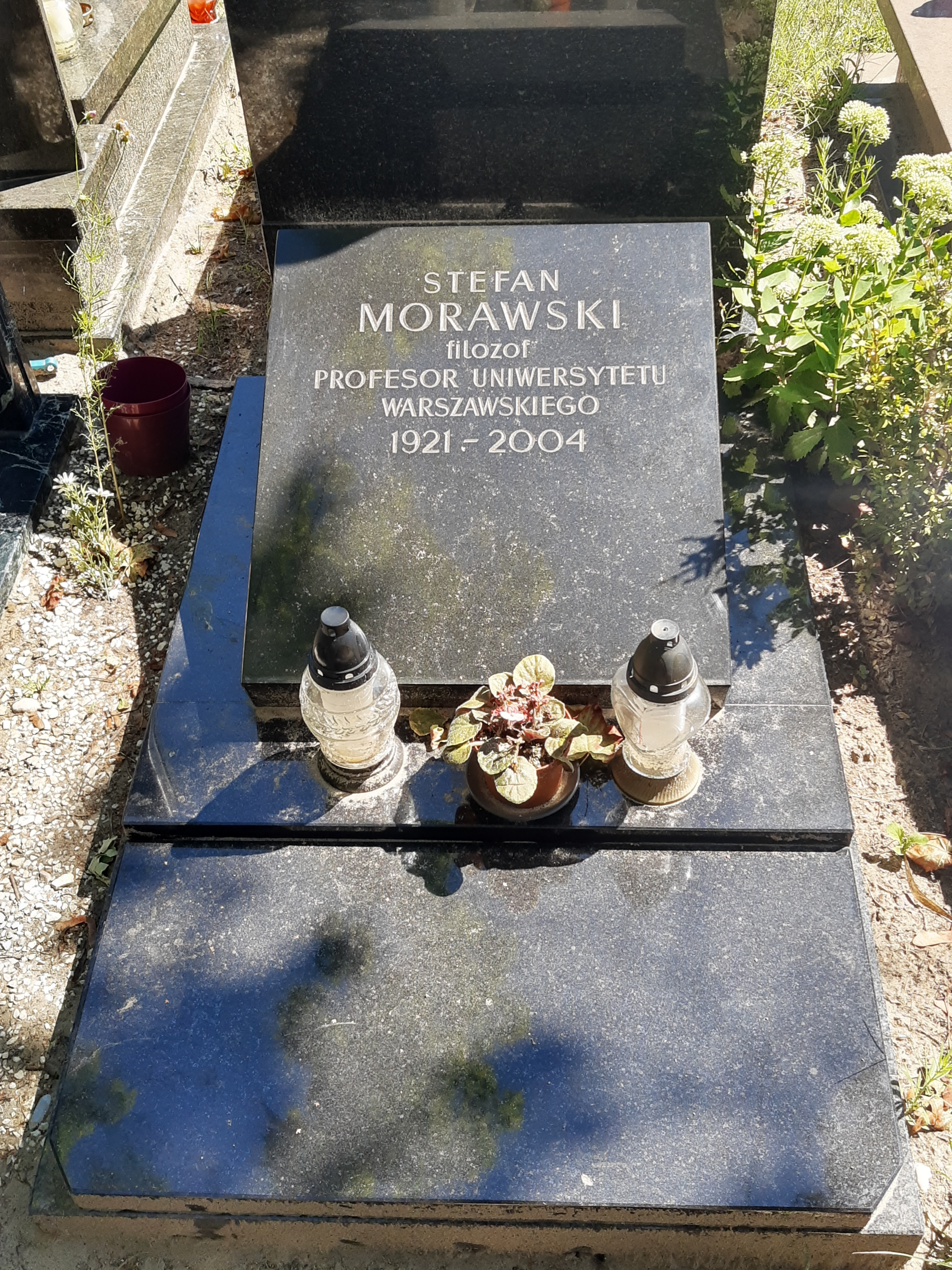
Grób prof. Stefana Morawskiego na cmentarzu Wojskowym na Powązkach

Stefan Tadeusz Morawski (ur. 20 października 1921 roku w Krakowie, zm. 2 grudnia 2004) – filozof, historyk estetyki, profesor Uniwersytetu Warszawskiego, honorowy przewodniczący Międzynarodowego Stowarzyszenia Estetyków, uczeń Władysława Tatarkiewicza.

## Życiorys
W latach 1945–1948 należał do Polskiej Partii Socjalistycznej, w okresie 1948–1968 należał do Polskiej Zjednoczonej Partii Robotniczej. Był członkiem Komitetu Uczelnianego PZPR na UW.
19 stycznia 1955 na wniosek Ministra Kultury i Sztuki został odznaczony Medalem 10-lecia Polski Ludowej.
W latach 1960–1964 był twórcą i naczelnym redaktorem rocznika „Estetyka” przekształconego później w „Studia Estetyczne”. 
Do 1968 pełnił funkcję kierownika katedry estetyki Uniwersytetu Warszawskiego. Został usunięty po wydarzeniach marcowych. Wykładał zagranicą m.in. w Stanach Zjednoczonych. Po powrocie do kraju od 1971 współpracował z Instytutem Sztuki PAN, w którym od 1979 wydawał w językach angielskim i francuskim rocznik „Polish Art Studies”. W latach 80. prowadził seminaria na Uniwersytecie Łódzkim. Pod koniec lat 80. powrócił również na Uniwersytet Warszawski, w którym kierował katedrą filozofii kultury. 
Przez cały czas swojej zawodowej działalności Morawski był aktywnym uczestnikiem polskiego i międzynarodowego życia naukowego, życia kulturalnego, a także – ze względu na liczne kontakty z artystami różnych dziedzin – życia artystycznego. Jego publikacje (m.in. liczne artykuły drukowane w artystycznej i literackiej prasie), będące krytycznym komentarzem do aktualnie dziejących się wydarzeń wywierały niemały wpływ na przemiany w życiu kulturalnym. Będąc aktywnym uczestnikiem życia naukowego i łącząc badawcze zainteresowania, Stefan Morawski pozostawał wierny formule myślenia krytycznego. Krytyczną niezgodę na zastaną rzeczywistość uznawał za obowiązek i powołanie intelektualisty, filozofa, humanisty we współczesnym świecie – obowiązek i powołanie powoli zaniedbywane i zapominane w ostatnich dekadach XX wieku.
W latach 1949–1952 mąż Anny Morawskiej oraz ojciec prof. Ewy Morawskiej (ur. 1949). 
Pochowany na cmentarzu Wojskowym na Powązkach w Warszawie (kwatera E-19-3).

## Ważniejsze publikacje
- Jak patrzeć na film; Filmowa Agencja Wydawnicza 1955.
- Studia z historii myśli estetycznej XVIII i XIX wieku; PWN, 1961.
- Absolut i forma: studium o egzystencjalistycznej estetyce André Malraux; Wydawnictwo Literackie, 1965.
- Na zakręcie. Od sztuki do po-sztuki; Wydawnictwo Literackie 1985.
- [redakcja] Zmierzch estetyki? Rzekomy czy autentyczny; Czytelnik 1987.
- Główne nurty estetyki XX wieku; Wiedza o kulturze 1992.
- O filozofowaniu, perypetiach dzisiejszej kultury i rebus publicis. Z Profesorem Stefanem Morawskim rozmawiają Andrzej Szahaj, Anna Zeidler-Janiszewska; Wydawnictwo Adam Marszałek 1995.
- The Troubles with Postmodernism; Routledge, London 1996.
- Niewdzięczne rysowanie mapy... O postmodernie(izmie) i kryzysie kultury; Wydawnictwo UMK 1999.

## Nagrody
- Nagroda „Miesięcznika Literackiego” (1986) za książkę "Na zakręcie. Od sztuki do po-sztuki" (Wydawnictwo Literackie)[5].